# オー・バイ・ジンゴ

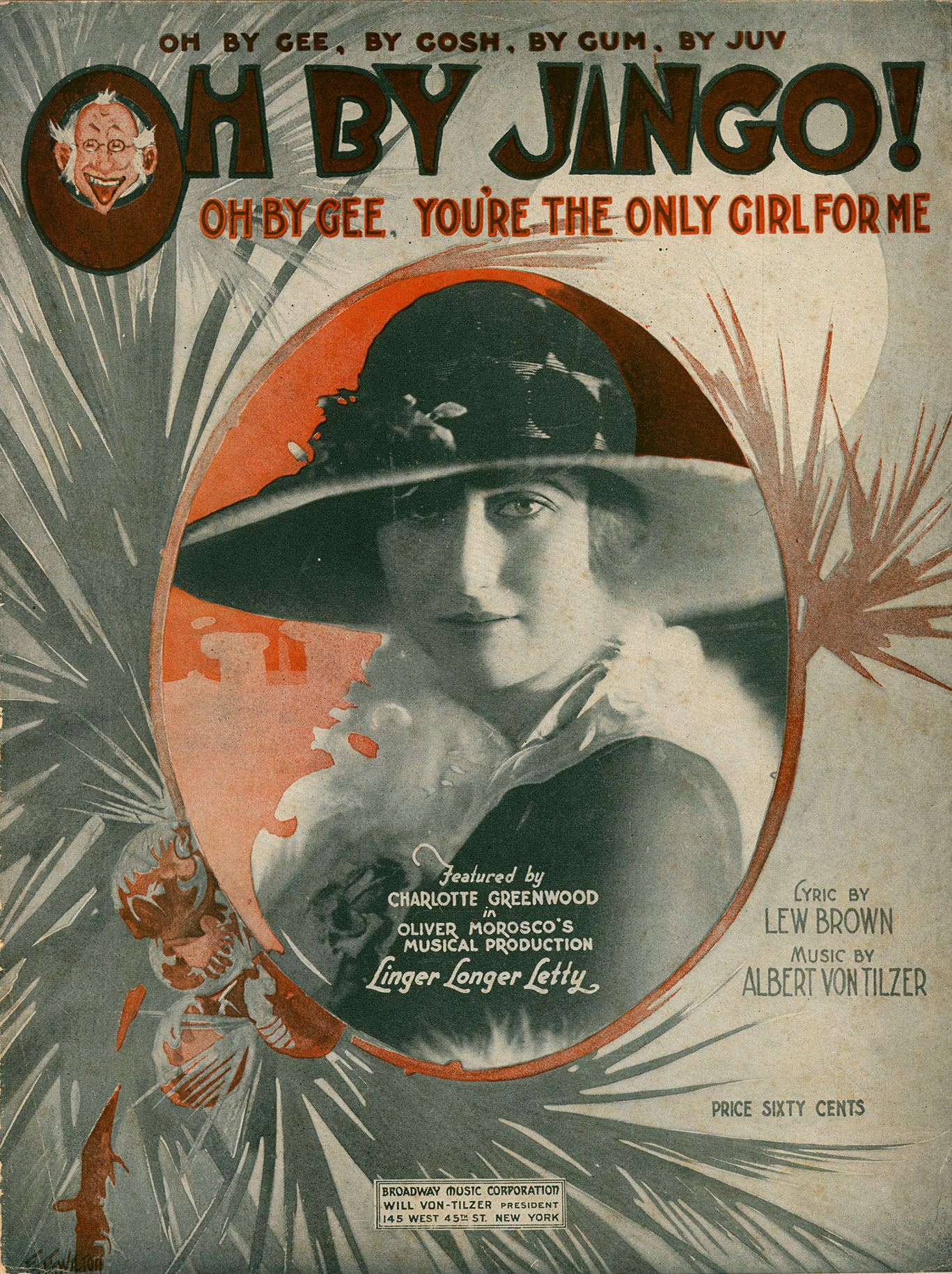
1919年の市販楽譜。シャーロット・グリーンウッド (Charlotte Greenwood) の写真が表紙を飾っている。

「オー・バイ・ジンゴ (Oh By Jingo!)」は、アルバート・フォン・ティルツァー (Albert Von Tilzer) が作曲し、ルー・ブラウン (Lew Brown) が作詞した、1919年発表のノベルティ・ソング（コミックソング）。ブロードウェイのショー『Linger Longer Letty』の中で取り上げられ、第一次世界大戦後の時期におけるティン・パン・アレー最大級のヒット曲のひとつとなった。
歌詞では、この歌の場面が「サン・ドミンゴの国 (the land of San Domingo)」であることが述べられているが、これは地理的、人類学的に正確な言及ではなく、また正確であることが意図されてもおらず、馬鹿げた歌詞の中で、単に「エキゾティック」で「原始的な」場面設定を行なっているということでしかない。この曲は、その後の十年ほどの間に数多くの模倣した曲が作られた。

## 録音と普及
この曲の人気が出始めた頃には、 オール・スター・トリオ (The All Star Trio)、アメリカン・カルテット (American Quartet)、ノラ・ベイズ (Nora Bayes)、フランク・クルーミット (Frank Crumit)、ビリー・マレイ、プレミア・カルテット (The Premier Quartette)、エスター・ウォーカー (Esther Walker)、マーガレット・ヤング (Margaret Young) といった人気歌手たちによって、多数のレコード盤が録音された。
後年にリバイバルとして録音された例には、チェット・アトキンス、ボー・グランパス (Bo Grumpus)、エディ・コンドン (Eddie Condon)、ステファン・グラッペリ、クランシー・ヘイズ (Clancy Hayes)、キース・インガム (Keith Ingham)、スパイク・ジョーンズ、ダニー・ケイ、ジニー・カーソン (Jeannie Carson)、ルー・ワターズ (Lu Watters)、レバレンド・ホートン・ヒート (The Reverend Horton Heat) などがある。
映画『Incendiary Blonde』の中では、ベティ・ハットンがこの曲を歌っている。また、この曲はアメリカ合衆国のテレビのシチュエーション・コメディ番組『アイ・ラブ・ルーシー』第102話「Mertz and Kurtz」でも歌われ、さらに、P・G・ウッドハウスの原作に基づいたイギリスのテレビのコメディ・ドラマ番組『天才執事ジーヴス』（Jeeves and Wooster）の中で、ヒュー・ローリーによって歌われた。

### 日本における「真赤な封筒」
1937年、灰田勝彦がこの曲を日本語詞によって「真赤な封筒」として吹き込み、日本ビクターからレコードが発売された。永田哲夫によるコミカルな歌詞は「訳詞」とされる場合もあるが、原曲の内容とは無関係である。
1972年、ザ・ドリフターズは、歌詞の内容をさらにコミカルにした「ドリフの真赤な封筒」を発表した。このバージョンの歌詞は、永田の歌詞をもとにしつつなかにし礼の補作詞によっており、加藤茶がリードボーカルを歌う1番の歌詞は、灰田の歌う1番とほとんど同じだが、コーラスはかなり異なっており、他のメンバーがリードボーカルを歌う2番以降はまったく異なる歌詞で歌われている。
なお、「真っ赤な封筒」については、誤ってハワイ民謡とされ、作曲者ティルツァーの名が表示されていないことがしばしばある。日本のテレビドラマ『古畑任三郎』第3シーズン「絶対音感殺人事件」の台詞の中にも、「ドリフの真赤な封筒」を「元ハワイ民謡」とするやりとりが出てくる。

## 歌詞

### ヴァース
In the land of San Domingo
Lived a girl called Oh By Jingo
(Ta da, ya da da da da da, um-pa, umpa um-pa um-pa)
From the fields and from the marshes
Came the young and oh by goshes
(Ta da, ya da da da da da, um-pa, umpa um-pa um-pa)
They all spoke with a different lingo
But they all loved Oh By Jingo
and every night, they sang in the pale moonlight

### コーラス
Oh by gee by gosh by gum by jove
Oh By Jingo won't you hear our love
We will build for you a hut
You will be our favourite nut
We will have a lot of little Oh By Gollies
And we'll put them in the follies
By Jingo said "By gosh by gee
By Jiminy, please don't bother me"
So they all went away singing
Oh by gee by gosh by gum by jove By Jingo
By gee, you're the only girl for me.

### ヴァース
Oh, By Jingo had a lover
He was always under cover
(Ta da, ya da da da da da, um-pa, umpa um-pa um-pa)
Every night she used to meet him
Oh, how nice she used to treat him
(Ta da, ya da da da da da, um-pa, umpa um-pa um-pa)
They eloped but they were collared
And the gang stood there and hollered
'Don't raise a fuss, You've got to take one of us

### コーラス
Oh by gee by gosh by gum by jove
Oh By Jingo won't you hear our love
We will build for you a hut
You will be our favourite nut
We will have a lot of little Oh By Gollies
And we'll put them in the follies
By Jingo said "By gosh by gee
By Jiminy, please don't bother me"
So they all went away singing
Oh by gee by gosh by gum by jove By Jingo
By gee, you're the only girl for me.